# Let Me Blow Ya Mind
Singles de Eve
Who's That Girl?
(2001) Caramel
(2001)
Singles par Gwen Stefani
South Side
(2000) What You Waiting For?
(2004)
Let Me Blow Ya Mind est le second single de l'artiste américaine Eve en collaboration avec Gwen Stefani, issue de son second album, Scorpion (2001).

## Classements
| Classement (2001)                       | Meilleure position |
| --------------------------------------- | ------------------ |
| Allemagne (Media Control AG)            | 5                  |
| Australie (ARIA)                        | 4                  |
| Autriche (Ö3 Austria Top 40)            | 6                  |
| Belgique (Flandre Ultratop 50 Singles)  | 1                  |
| Belgique (Wallonie Ultratop 50 Singles) | 1                  |
| Canada (RPM)                            | 29                 |
| Danemark (Tracklisten)                  | 3                  |
| Europe (European Hot 100 Singles)       | 1                  |
| Finlande (Suomen virallinen lista)      | 19                 |
| France (SNEP)                           | 15                 |
| Irlande (IRMA)                          | 1                  |
| Italie (FIMI)                           | 17                 |
| Norvège (VG-lista)                      | 1                  |
| Nouvelle-Zélande (RMNZ)                 | 17                 |
| Pays-Bas (Nederlandse Top 40)           | 2                  |
| Royaume-Uni (UK Singles Chart)          | 4                  |
| Royaume-Uni (UK R&B Chart)              | 1                  |
| Suède (Sverigetopplistan)               | 6                  |
| Suisse (Schweizer Hitparade)            | 1                  |
| États-Unis (Hot 100)                    | 2                  |
| États-Unis (R&B/Hip-Hop Songs)          | 6                  |

| Pays (2001)         | Position |
| ------------------- | -------- |
| Allemagne           | 59       |
| Australie           | 24       |
| Autriche            | 68       |
| Belgique (Flandre)  | 18       |
| Belgique (Wallonie) | 15       |
| France              | 93       |
| Italie              | 68       |
| Pays-Bas            | 11       |
| Suède               | 56       |
| Suisse              | 6        |
| États-Unis          | 7        |

| Pays        | Certification |
| ----------- | ------------- |
| Australie   | Platine       |
| Royaume-Uni | Argent        |
| Suisse      | Or            |